# John Clute
John Clute (n. 12 septembrie 1940, Toronto, Ontario, Canada) este un autor și critic de literatură științifico-fantastică. Din 1969 trăiește în Marea Britanie.
Este co-editor al The Encyclopedia of Science Fiction (cu Peter Nicholls) și al The Encyclopedia of Fantasy (cu John Grant), a mai editat și The Illustrated Encyclopedia Of Science Fiction, toate aceste lucrări primind Premiul Nebula pentru cea mai bună lucrare non-ficțiune.